# Robin Uthappa
Robin Venu Uthappa (kannada: ರಾಬಿನ್‌ ವೇಣು ಉತ್ತಪ್ಪ), né le 11 novembre 1985 dans le district de Kodagu, est un joueur indien de cricket.